# Tiest van Gestel
Jan Baptist Jozef "Tiest" van Gestel (* 29. März 1881 in Goirle, Nordbrabant; † 9. Februar 1969 ebenda) war ein niederländischer Bogenschütze.
Van Gestel nahm an den Olympischen Spielen 1920 in Antwerpen teil und gewann mit der Mannschaft eine Goldmedaille im Wettbewerb Bewegliches Vogelziel, 28 Meter. Sein Heimatverein war Rozenjacht, Goirle.